# Université de Kairouan
L'université de Kairouan (arabe : جامعة القيروان) est une université tunisienne fondée le 2 septembre 2004 et basée à Kairouan.

## Facultés
- Faculté des lettres et des sciences humaines de Kairouan (ar)
- Faculté des sciences et techniques de Sidi Bouzid (ar)

## Établissements sous tutelle
- Institut supérieur d'informatique et de gestion de Kairouan
- Institut supérieur des arts et métiers de Kairouan (ar)
- Institut supérieur des arts et métiers de Kasserine
- Institut supérieur des études juridiques et politiques de Kairouan (ar)
- Institut supérieur des études technologiques de Kasserine
- Institut supérieur de mathématiques appliquées et de l'informatique de Kairouan (ar)
- Institut supérieur des sciences appliquées et de technologie de Kairouan (ar)
- Institut supérieur des sciences appliquées et de technologie de Kasserine (ar)